# Ordine di successione
Con l'espressione ordine di successione si intende il metodo usato per determinare chi eredita un ufficio dopo il decadimento del suo titolare, che può avvenire per morte, per dimissioni, per rimozione o per incompatibilità.
In questo ambito, con linea di successione si intende l'ordine di successione ipotetico, ovvero ancora non verificatosi, mentre con dinastia si intende una famiglia, o comunque un insieme di persone legate tra loro, che detiene l'ufficio con continuità.

## Cariche ereditarie
Nelle cariche ereditarie (tipicamente le monarchie) l'ordine di successione è quel processo di selezione che, per legge o per tradizione, determina chi abbia il diritto a divenire il nuovo monarca quando il sovrano in carica muore o abdica. 
Le ambiguità dell'ordine di successione sono state uno dei causas belli più comuni nel diritto dinastico, e così le diatribe tra pretendenti sono spesso sfociate in guerre internazionali, prima della Rivoluzione Francese. Tra le più importanti ricordiamo, nel XVIII sec., le guerre di successione polacche, la guerra di successione spagnola e la guerra di successione austriaca.
La linea di successione è solitamente legata alle persone di sangue reale, cioè quelle persone legalmente riconosciute come discendenti dalla famiglia regnante. Costituzioni, statuti, leggi interne alla casa o norme possono disciplinare l'ammissibilità dei successori alla linea ereditaria, e generalmente la inibiscono anche per tutti gli eredi del soggetto interessato: questo è il caso, ad esempio di un matrimonio morganatico con una persona di ceto inferiore (vedi Regno d'Italia) o di un matrimonio non ratificato dal parlamento, dove previsto (vedi Belgio).
Alle volte la legge prevede anche particolari processi di selezione in caso di estinzione della dinastia. Nell'Impero Francese di Napoleone Bonaparte, vigente la primogenitura maschile, in mancanza di eredi maschi diretti l'imperatore poteva scegliere il successore fra i suoi consanguinei (fratelli o nipoti); ugualmente avveniva in Serbia con la Casa di Karađorđević. Nel Regno di Romania la costituzione stabiliva che, con l'estinzione della linea maschile discendente da Carlo I, il trono sarebbe passato alla linea maschile di suo fratello Leopoldo di Hohenzollern-Sigmaringen e poi da questa, in mancanza di eredi sarebbe andata alla linea maschile di un principe reale dell'Europa occidentale scelta dal re e dal parlamento rumeno.
Per modificare o rafforzare l'ordine di successione, spesso in passato è stato scelto anche di incoronare un erede come co-monarca durante l'uffizio stesso del monarca precedente, come nel caso di Enrico il Giovane. Più spesso, invece, è d'uso delagare attribuire all'erede delle cariche governative, come nel caso dei cesari della tetrarchia di Diocleziano, del Re dei Romani all'erede designato del Sacro Romano Impero, del Principe delle Calabrie all'erede del Regno di Napoli o del Principe del Galles per il Regno Unito. Un vantaggio di impiegare tali metodi in maniera costante è che la dinastia può, fin dalla prima giovinezza dei suoi membri, fornire loro l'istruzione adatta per la dignità e le responsabilità connesse alla corona.
I tipi di successione ereditaria si distinguono in base ai requisiti di ammissione dei membri alla linea, e in base alla precedenza con cui essi hanno diritto al titolo.

### Successione agnatica (o semi-salica)
La successione agnatica, o successione semi-salica, diffusa in gran parte d'Europa dal Medioevo alla Rivoluzione Industriale, è la priorità della successione al trono ai discendenti di un monarca, attuale o precedente, esclusivamente attraverso la linea di discendenza maschile: i discendenti di linee femminili non sono ammissibili a meno che non si estinguano prima le linee maschili. 
In questo modo la successione è riservata in primo luogo a tutti i discendenti maschi, poi, dopo l'estinzione di questi, ai membri femminili della dinastia. Fra le monarchie attuali che utilizzano il sistema della legge semi-salica si cita il Lussemburgo e il Principato di Monaco, mentre fra le monarchie abolite che adottavano il sistema della legge semi-salica si ricordano l'Austria-Ungheria, la Baviera, Hannover, il Württemberg, la Russia, la Sassonia, la Toscana e il Regno delle Due Sicilie.
Se un discendente di sesso femminile ascende al trono, non è necessariamente la prima erede per primogenitura, ma di solito la parente di grado più prossimo all'ultimo monarca. Esempi includono Cristiano I di Danimarca, la successione di Schleswig-Holstein, Maria Teresa d'Austria, Carlotta di Lussemburgo e Anna di Bretagna.

### Successione salica
La legge salica esclude del tutto le femmine dalla successione, riservando il trono solamente agli eredi maschi. La legge salica era applicata dalle case reali di Albania, Francia, Italia, Corea, Romania, Jugoslavia, e Germania. Essa si applica attualmente alle case del Liechtenstein, Giappone e Giordania.
In Spagna nel 1830, nacque una questione riguardo al dover o meno applicare la legge salica, e quindi se a Ferdinando VII sarebbe dovuto succedere sua figlia Isabella o suo fratello Carlo. Questo portò a una serie di guerre civili e alla formazione di una dinastia pretendente rivale, e il caso era molto diffuso.
Generalmente le monarchie ereditarie che operano sotto la legge salica utilizzano anche la primogenitura fra i discendenti maschi per determinare il successore legittimo, anche se nella storia era più consueta la preferenza dell'anzianità che della primogenitura.

### Sistema rotale
Il sistema di rotazione era un sistema di successione collaterale praticato (anche se in modo imperfetto) nel Rus' di Kiev. In questo sistema il trono non passava di padre in figlio, ma da fratello a fratello, e poi al figlio maggiore del fratello maggiore. Il sistema venne ideato da Yaroslav il Saggio, che assegnò a ciascuno dei suoi figli un principato in base all'anzianità. Quando un principe moriva, il prossimo principe più anziano si trasferiva a Kiev e tutti gli altri si trasferivano nel principato prossimo, scalando.

### Nomina ed elezione
L'ordine di successione può essere organizzato per nomine: o il monarca in carica o un corpo elettorale nominano un erede o un elenco di eredi. Spesso nella storia le nomine sono state ristrette ai membri di una sola dinastia. Il criterio della monarchia elettiva è attualmente utilizzato da Vaticano, Malesia, Cambogia, Kuwait, Arabia Saudita, Andorra, Swaziland e Samoa.

### Anzianità
Nelle linee di successione regolate dal criterio dell'anzianità il monarca è succeduto quasi sempre dal fratello, o dai cugini se la casa reale è più ampia, e così via in ordine di anzianità.

### Divisibilità
In alcune società una monarchia o un feudo ereditato veniva diviso in modo che tutti gli eredi avessero diritto a una quota di esso. Questo era il caso del regno dei Franchi, che portò infatti alla frammentazione dell'Impero di Carlo Magno.

### Primogenitura
La primogenitura (o, più propriamente, primogenitura maschile) è un meccanismo in base al quale i discendenti maschi del sovrano hanno la precedenza su discendenti di sesso femminile e la linea anziana della discendenza ha sempre la precedenza sulla linea giovane, in ogni genere. I figli maggiori hanno la precedenza sui figli più giovani, ma i figli più giovani hanno la precedenza sulle figlie più grandi. Il diritto di successione appartiene al figlio maggiore del sovrano regnante. Questo sistema è utilizzato in Spagna, Monaco e finora nei Regni del Commonwealth, sebbene per questi ultimi nel 2011 è stato ratificato il passaggio alla primogenitura eguale.

### Primogenitura eguale (o assoluta)
La primogenitura eguale, o primogenitura assoluta, è un criterio di successione mediante il quale il figlio maggiore del sovrano succede al trono, indipendentemente dal sesso, e dove le femmine (e i loro discendenti) godono dello stesso diritto di successione dei maschi. Questo è attualmente il sistema di successione in Svezia (dal 1980), Paesi Bassi (dal 1983), Norvegia (dal 1990), Belgio (dal 1991), Danimarca (dal 2009) e Regno Unito (dal 2015).

### Prossimità del sangue
La prossimità del sangue è un sistema in cui la persona più vicina in grado di parentela al sovrano riesce, preferendo i maschi sulle femmine, ad ascendere al trono. Nel Regno di Gerusalemme era utilizzato per la successione dei feudi in circostanze particolari: se un feudo era perso per via dei saraceni e successivamente riconquistato, doveva essere assegnato all'erede in prossimità del sangue dell'ultimo titolare.

### Ultimogenitura
L'ultimogenitura è un ordine di successione in cui il sovrano è seguito dal figlio più giovane. Questo serviva affinché il più giovane si prendesse cura dei genitori mentre i figli più grandi erano ormai già andati via di casa.

### Successione laterale (o fraterna)
La successione laterale, o successione fraterna, segue un principio di anzianità fra i membri di una dinastia con lo scopo di eleggere il candidato più qualificato. La successione fraterna è utilizzata al fine di garantire che i capi siano adulti, eliminando la necessità di reggenti. Il sistema laterale di successione può includere o escludere i maschi discendenti da una linea femminile. In pratica, quando nessun erede maschio è adulto, viene scelto un erede discendente da una linea femminile. Un inconveniente della successione laterale è che il sistema crea molte linee abbandonate non ammissibili per la successione. La successione laterale è stata abbandonata al fine di non portare scompiglio negli ordini di successione.

## Monarchie elettive
L'ordine di successione può essere organizzato tramite nomina: il monarca in carica o un organo elettorale nomina un erede o un elenco di eredi prima che si verifichi una vacanza. Una monarchia può essere generalmente elettiva, sebbene in un modo tale che il successivo detentore sarà eletto solo dopo che la carica diventa vacante. 
Nella storia, molto spesso, ma non sempre, le nomine e le elezioni hanno favorito, o sono state limitate a, membri di una certa dinastia o famiglia allargata. Possono esserci regole genealogiche per determinare tutti coloro che hanno diritto a succedere, e chi sarà favorito. Ciò ha portato a volte a un ordine di successione che bilancia i rami di una dinastia per rotazione.
Attualmente si applica, con variazioni, ad Andorra, Cambogia, eSwatini, Città del Vaticano, Kuwait, Malaysia, Emirati Arabi Uniti e Samoa. È anche utilizzato a Ife, Oyo e negli altri Stati subnazionali della regione dello Yorubaland. Nel sistema parzialmente elettivo detto tanistry, l'erede viene eletto da maschi qualificati della famiglia reale. 

## Repubbliche
In politica, il desiderio di assicurare la continuità delle operazioni in qualsiasi momento ha portato alla creazione, nella maggior parte degli uffici, di un ordine di successione formalizzato. Nelle repubbliche, se il presidente muore, egli è spesso succeduto dal vicepresidente, a sua volta seguito da vari titolari di cariche del parlamento. Ad esempio, se il Presidente degli Stati Uniti d'America e il Vicepresidente non sono in grado di governare, lo Speaker della Camera dei Rappresentanti subentra come presidente; a seguire nella linea di successione c'è il Presidente pro tempore del Senato, il Segretario di Stato e altri funzionari del governo.
In Italia, se il Presidente del consiglio viene a mancare o diviene incompatibile con la carica, a esso succede pro tempore il vicepresidente (se nominato) o il ministro più anziano. A titolo di esempio, se Mario Draghi fosse stato eletto alla presidenza della repubblica nel 2022, non avendo nominato vicepresidenti il suo posto sarebbe stato occupato, nell'immediato, dall'allora ministro Renato Brunetta.